# Budget de l'État français en 2018
Le budget de l'État français pour 2018 fixe les recettes et les dépenses prévues pour l'année 2018. Il a été adopté le 21 décembre 2017 par le Parlement français sur proposition du gouvernement.

## Historique
Les projets de lois programmation des finances publiques pour les années 2018 à 2022 et de finances pour 2018 sont présentés par le Gouvernement le 27 septembre 2017. Ce sont les premiers textes budgétaires du gouvernement Édouard Philippe, qui n’a pas modifié les textes pour 2017 en cours d’année mais a pris le décret d'avance le plus important en montant depuis l'instauration de la loi organique relative aux lois de finances (LOLF).
L'Assemblée nationale adopte le projet de loi de finances en première lecture le 21 novembre 2017. Un accord n'ayant pas pu être trouvé entre les deux chambres du Parlement, il a été adopté en lecture définitive par l'Assemblée nationale le 21 décembre et promulgué le 30, à l'exception de certaines mesures censurées par le Conseil constitutionnel. La loi de financement de la sécurité sociale pour 2018 est promulguée le 30 décembre 2017.
Une loi de finances rectificatives est promulguée en décembre 2018.
La Cour des comptes publie son rapport sur le budget en mai 2019 et celui sur la situation et les perspectives des finances publiques en juin 2019. La loi de règlement du budget et d'approbation des comptes de l'année 2018 est promulguée le 1er août 2019.

## Cadre pluriannuel des finances publiques
Le déficit public (solde de l’État + administrations de sécurité sociale + administrations publiques locales) et la dette publique font l’objet de trajectoires pluriannuelles. La loi de programmation des finances publiques du 22 janvier 2018 prévoit pour 2018 un solde public de -2,8 % et une trajectoire atteignant 0,3 % du PIB en 2022.
Les projets de lois de finances et de financement de la sécurité sociale pour 2018 se fondent sur les hypothèses suivantes :
- une croissance économique de +1,7 % en 2017 et 2018 ;
- une progression de la masse salariale privée en valeur de 3,3 % en 2017 et de 3,1 % en 2018, résultant de l'augmentation de l'emploi marchand et de celle du salaire moyen ;
- une inflation de 1,0 % en 2017, et de 1,1 % en 2018.

Le Haut Conseil des finances publiques juge « prudent » ce scénario macroéconomique et considère que l'ajustement structurel est inférieur en 2017 et 2018 au minimum prévu par les règles européennes.
Dans la loi de finances initiale, la prévision de solde effectif de l'ensemble des administrations publiques pour 2018 est de - 2,8 % du PIB.
Dans le programme de stabilité présenté au mois en avril 2018, des résultats économiques meilleurs que prévu conduisent le gouvernement, à rehausser à 2 % sa prévision de croissance pour l'année 2018 et à diminuer sa prévision de déficit public à 2,3 %. Les projets de lois de finances et de financement de la sécurité sociale pour 2019 prévoient un déficit de 2,6 points de PIB en 2018.
Finalement, la loi de règlement établit un déficit de -2,5 %.

## Loi de finances initiale
Le budget de l'État (et de l’État seulement), les mesures fiscales et les crédits ouverts sont votés dans la loi de finances, suivant les règles fixées par la loi organique relative aux lois de finances (LOLF).

### Mesures fiscales
Le projet de loi de finances pour 2018 prévoit l'instauration d'un prélèvement forfaitaire unique (PFU), surnommé « flat tax », sur les revenus du capital tels que les titres investis dans des entreprises et les intérêts des plans épargne logement. Ce prélèvement de 30 %, qui comprend 12,8 % d’impôt sur le revenu et 17,2 % de prélèvements sociaux, doit simplifier le système d'imposition du capital en remplaçant plusieurs dispositifs existants. Selon le gouvernement, le PFU doit rendre l'imposition du capital plus prévisible et contribuer à la réorientation de l'épargne vers le financement des entreprises. La gauche a critiqué un « cadeau fiscal aux plus aisés ».
L'impôt de solidarité sur la fortune est remplacé par un impôt sur la fortune immobilière (IFI), en excluant de son champ les valeurs mobilières et les placements. Cette mesure devrait réduire de près de 3,2 milliards d'euros le produit de cet impôt qui en a rapporté près de cinq milliards en 2016.
Le projet de budget prévoit aussi :
- une réduction de la taxe d'habitation, l'objectif étant d'en exonérer 80 % des foyers en 2020[21] ;
- la baisse progressive de l'impôt sur les sociétés de 28 % à 25 % entre 2018 et 2022.

### Mesures relatives aux dépenses de l'État
La loi de programmation des finances publiques prévoit le lancement d'un « grand plan d'investissement » dont le montant atteindra 57 milliards d'euros entre 2018 et 2022, afin de financer des mesures prises dans la transition écologique, la formation, la compétitivité et l'innovation, entre l'État numérique. Les dix milliards d’euros de la troisième vague des investissements d'avenir sont inclus dans ce plan.
Le projet de budget prévoit :
- plusieurs dispositions relatives aux aides au logement, dont : 
  - la suppression des aides personnelles au logement lorsqu'elles sont accordées pour l'accession à la propriété et non pour la location ;
  - la réduction de ces aides pour les locataires du parc social en contrepartie de la réduction de leur loyer[22].

### Chiffres du budget promulgué
|                                                    |                                                                |                                                                                                   |                                                                                                   |                                                                                                   | Ressources | Charges  | Soldes  |  |
| -------------------------------------------------- | -------------------------------------------------------------- | ------------------------------------------------------------------------------------------------- | ------------------------------------------------------------------------------------------------- | ------------------------------------------------------------------------------------------------- | ---------- | -------- | ------- |  |
|                                                    |                                                                |                                                                                                   |                                                                                                   | Recettes fiscales brutes/dépenses brutes (a)                                                      | 406 573    | 446 248  |         |  |
|                                                    |                                                                |                                                                                                   |                                                                                                   | Remboursements et dégrèvements (-b)                                                               | −119 967   | −119 967 |         |  |
|                                                    |                                                                |                                                                                                   | Recettes fiscales nettes/dépenses nettes (c=a-b)                                                  | Recettes fiscales nettes/dépenses nettes (c=a-b)                                                  | 286 605    | 326 280  |         |  |
|                                                    |                                                                |                                                                                                   | Recettes non fiscales (d)                                                                         | Recettes non fiscales (d)                                                                         | 13 232     |          |         |  |
|                                                    |                                                                | Recettes totales nettes/dépenses nettes (e=c+d)                                                   | Recettes totales nettes/dépenses nettes (e=c+d)                                                   | Recettes totales nettes/dépenses nettes (e=c+d)                                                   | 299 837    | 326 280  |         |  |
|                                                    |                                                                | Prélèvements sur recettes au profit des collectivités territoriales et de l'Union européenne (-f) | Prélèvements sur recettes au profit des collectivités territoriales et de l'Union européenne (-f) | Prélèvements sur recettes au profit des collectivités territoriales et de l'Union européenne (-f) | −60 259    |          |         |  |
|                                                    | Budget général (g=e-f)                                         | Budget général (g=e-f)                                                                            | Budget général (g=e-f)                                                                            | Budget général (g=e-f)                                                                            | 239 579    | 326 280  | −86 702 |  |
|                                                    | Évaluation des fonds de concours et crédits correspondants (h) | Évaluation des fonds de concours et crédits correspondants (h)                                    | Évaluation des fonds de concours et crédits correspondants (h)                                    | Évaluation des fonds de concours et crédits correspondants (h)                                    | 3 332      | 3 332    |         |  |
| Budget général y compris fonds de concours (i=g+h) | Budget général y compris fonds de concours (i=g+h)             | Budget général y compris fonds de concours (i=g+h)                                                | Budget général y compris fonds de concours (i=g+h)                                                | Budget général y compris fonds de concours (i=g+h)                                                | 242 910    | 329 612  |         |  |
| Budgets annexes (j)                                | Budgets annexes (j)                                            | Budgets annexes (j)                                                                               | Budgets annexes (j)                                                                               | Budgets annexes (j)                                                                               | 2 370      | 2 362    | 8       |  |
| Comptes spéciaux (k)                               | Comptes spéciaux (k)                                           | Comptes spéciaux (k)                                                                              | Comptes spéciaux (k)                                                                              | Comptes spéciaux (k)                                                                              |            |          | 1 021   |  |
| Solde général (=g+j+k)                             | Solde général (=g+j+k)                                         | Solde général (=g+j+k)                                                                            | Solde général (=g+j+k)                                                                            | Solde général (=g+j+k)                                                                            |            |          | −85 673 |  |

|                                         |                                                                                   | Évaluation      |
| --------------------------------------- | --------------------------------------------------------------------------------- | --------------- |
|                                         | Impôt sur le revenu                                                               | 78 295 619 000  |
|                                         | Impôt sur les sociétés                                                            | 59 617 000 000  |
|                                         | Taxe intérieure de consommation sur les produits énergétiques                     | 13 566 097 000  |
|                                         | Taxe sur la valeur ajoutée                                                        | 208 181 616 000 |
|                                         | Autres contributions fiscales                                                     | 46 912 460 000  |
| Recettes fiscales                       | Recettes fiscales                                                                 | 406 572 792 000 |
|                                         | Dividendes et recettes assimilées                                                 | 5 070 859 000   |
|                                         | Produits de la vente de biens et services                                         | 1 113 066 000   |
|                                         | Amendes, sanctions pénalités et frais de poursuites                               | 1 581 879 000   |
|                                         | Divers                                                                            | 5 005 183 000   |
| Recettes non fiscales                   | Recettes non fiscales                                                             | 13 231 768 000  |
|                                         | Prélèvements sur les recettes de l’État au profit des collectivités territoriales | −40 346 562 000 |
|                                         | Prélèvement sur les recettes de l’État au profit de l’Union européenne            | −19 912 000 000 |
| Prélèvements sur les recettes de l’État | Prélèvements sur les recettes de l’État                                           | −60 258 562 000 |
| Fonds de concours                       | Fonds de concours                                                                 | 3 331 530 767   |

Les crédits ouverts aux ministres par la loi de finances initiale pour 2018 au titre du budget général sont répartis conformément au tableau suivant.
| Mission                                                   | Montant en euros du crédit de paiement | Ministre disposant des crédits Les missions sont décomposées de plusieurs programmes. Lorsque plusieurs ministres sont indiqués, chacun est responsable d'un programme, au sein de la mission                                                                    |
| --------------------------------------------------------- | -------------------------------------- | --- |
| Action et transformation publique                         | +0 00020 000 000,                      | Ministre de l'Action et des comptes publics |
| Action extérieure de l'État                               | +003 000 856 771,                      | Ministre de l'Europe et des Affaires étrangères |
| Administration générale et territoriale de l'État         | +002 756 881 271,                      | Ministre l’Intérieur |
| Agriculture, alimentation, forêt et affaires rurales      | +003 429 163 774,                      | Ministre l'Agriculture et de l'alimentation |
| Aide publique au développement                            | +002 700 515 532,                      | Ministre de l’Économie et des Finances, ministre de l'Europe et des Affaires étrangères |
| Anciens combattants, mémoire et liens avec la nation      | +002 461 147 844,                      | Ministre des Armées, Premier ministre |
| Cohésion des territoires                                  | +017 227 136 044,                      | Ministre de la Cohésion des territoires et des relations avec les collectivités territoriales, Premier Ministre |
| Conseil et contrôle de l’État                             | +000664 432 166,                       | Premier ministre |
| Crédits non répartis                                      | +000124 000 000,                       | Ministre de l'Action et des comptes publics |
| Culture                                                   | +002 937 085 143,                      | Ministre de la Culture |
| Défense                                                   | +042 551 475 547,                      | Ministre des Armées |
| Direction de l'action du Gouvernement                     | +001 480 444 271,                      | Premier ministre |
| Écologie, développement et mobilité durable               | +011 309 179 384,                      | Ministre de la Transition écologique et solidaire |
| Économie                                                  | +001 865 311 565,                      | Ministre de l’Économie et des Finances |
| Engagements financiers de l’État                          | +041 776 800 514,                      | Ministre de l’Économie et des Finances |
| Enseignement scolaire                                     | +071 558 288 634,                      | Ministre de l’Éducation nationale et de la Jeunesse, ministre de l'Agriculture et de l'alimentation |
| Gestion des finances publiques et des ressources humaines | +010 859 090 595,                      | Ministre de l'Action et des comptes publics |
| Gestion des finances publiques                            | +00 000 000 0000,                      | |
| Immigration, asile et intégration                         | +001 380 785 287,                      | Ministre l’Intérieur |
| Investissements d'avenir                                  | +001 079 500 000,                      | Premier ministre |
| Justice                                                   | +008 722 113 000,                      | Garde des sceaux, ministre de la Justice |
| Médias, livre et industries culturelles                   | +000554 613 604,                       | Ministre de la Culture |
| Outre-mer                                                 | +002 066 674 758,                      | Ministre des Outre-mer |
| Plan de relance                                           | +00 000 000 0000,                      | |
| Plan d’urgence face à la crise sanitaire                  | +00 000 000 0000,                      | |
| Pouvoirs publics                                          | +000991 742 491,                       | (non géré par le Gouvernement) |
| Recherche et enseignement supérieur                       | +027 668 964 921,                      | Ministre de l'enseignement supérieur, de la recherche et de l'innovation, ministre de la transition écologique et solidaire, ministre de l'Économie et des finances, ministre des armées, ministre de la culture, ministre de l'agriculture et de l'alimentation |
| Régimes sociaux et de retraite                            | +006 332 220 443,                      | Ministre de la transition écologique et solidaire, ministre de l'action et des comptes publics |
| Relations avec les collectivités territoriales            | +003 661 750 994,                      | Ministre de la cohésion des territoires et des relations avec les collectivités territoriales |
| Remboursements et dégrèvements                            | +119 967 474 000,                      | Ministre de l'Action et des comptes publics |
| Santé                                                     | +001 375 861 825,                      | Ministre des Solidarités et de la Santé |
| Sécurités                                                 | +019 752 902 674,                      | Ministre l’Intérieur |
| Solidarité, insertion et égalité des chances              | +019 650 668 589,                      | Ministre des Solidarités et de la Santé, Premier ministre |
| Sports, jeunesse et vie associative                       | +000959 091 401,                       | Ministre des sports, ministre de l’Éducation nationale et de la jeunesse |
| Transformation et fonction publiques                      | +00 000 000 0000,                      | |
| Travail et emploi                                         | +015 361 558 729,                      | Ministre du travail |
| Total                                                     | +446 247 731 771,                      | |

Les charges sont consacrées à 39,3 % aux dépenses de personnel, 28,7 % aux dépenses d'intervention, 14,7 % aux dépenses de fonctionnement et 11,6 % à la charge de la dette. Le nombre d'emplois de l'État est de 1 960 333, dont 52,5 % dans l'éducation nationale, l'enseignement supérieur et la recherche, 15 % dans l'intérieur et l'outre-mer, 14 % dans l’armée.

## Loi de financement de la Sécurité sociale
La loi de financement de la Sécurité sociale fixe les prévisions de recettes, les objectifs de dépenses de la Sécurité sociale. Ce n’est pas un budget à proprement parler.
Pour l’année 2018, il est prévu, pour toutes branches (hors transferts entre branches), y compris Fonds de solidarité vieillesse, des recettes de 470,5 milliards d’euros et des dépenses de 477milliards d’euros.
Parmi les mesures prises dans la loi de financement :
- la contribution sociale généralisée augmente, en remplacement des cotisations salariales d’assurance maladie et d’assurance chômage, pour atteindre 9,2 % sur les revenus d'activités, 9,9 % sur les revenus du patrimoine, et 8,6 % pour le revenu des jeux[29].

## Comptes de l'Etat
Le solde de l’État présent un déficit de 76 milliards d’euros, contre 85 prévus.
Selon la  Cour des comptes, qui contrôle l'exécution des lois de finance, le déficit est inférieur à la prévision grâce notamment à un niveau plus élevé qu’attendu des recettes fiscales nettes. Les recettes stagnent, sous l’effet des baisses d’impôts et du ressaut de la contribution française à l’Union européenne. Les dépenses sont conformes au budget voté et leur exécution a été maîtrisée, mais elles continuent à progresser.
|                                                    |                                                    |                                                                                                   |                                                                                                   |                                                                                                   | Recettes | Dépenses | Soldes  |  |
| -------------------------------------------------- | -------------------------------------------------- | ------------------------------------------------------------------------------------------------- | ------------------------------------------------------------------------------------------------- | ------------------------------------------------------------------------------------------------- | -------- | -------- | ------- |  |
|                                                    |                                                    |                                                                                                   |                                                                                                   | Recettes fiscales brutes/dépenses brutes (a)                                                      | 421 118  | 450 940  |         |  |
|                                                    |                                                    |                                                                                                   |                                                                                                   | Remboursements et dégrèvements (-b)                                                               | −125 727 | −125 727 |         |  |
|                                                    |                                                    |                                                                                                   | Recettes fiscales nettes/dépenses nettes (c=a-b)                                                  | Recettes fiscales nettes/dépenses nettes (c=a-b)                                                  | 295 391  | 325 213  |         |  |
|                                                    |                                                    |                                                                                                   | Recettes non fiscales (d)                                                                         | Recettes non fiscales (d)                                                                         | 13 885   |          |         |  |
|                                                    |                                                    | Recettes totales nettes/dépenses nettes (e=c+d)                                                   | Recettes totales nettes/dépenses nettes (e=c+d)                                                   | Recettes totales nettes/dépenses nettes (e=c+d)                                                   | 309 277  | 325 213  |         |  |
|                                                    |                                                    | Prélèvements sur recettes au profit des collectivités territoriales et de l'Union européenne (-f) | Prélèvements sur recettes au profit des collectivités territoriales et de l'Union européenne (-f) | Prélèvements sur recettes au profit des collectivités territoriales et de l'Union européenne (-f) | −60 969  |          |         |  |
|                                                    | Budget général (g=e-f)                             | Budget général (g=e-f)                                                                            | Budget général (g=e-f)                                                                            | Budget général (g=e-f)                                                                            | 248 307  | 325 213  |         |  |
|                                                    | Fonds de concours (h)                              | Fonds de concours (h)                                                                             | Fonds de concours (h)                                                                             | Fonds de concours (h)                                                                             | 4 508    | 4 508    |         |  |
| Budget général y compris fonds de concours (i=g+h) | Budget général y compris fonds de concours (i=g+h) | Budget général y compris fonds de concours (i=g+h)                                                | Budget général y compris fonds de concours (i=g+h)                                                | Budget général y compris fonds de concours (i=g+h)                                                | 252 816  | 329 721  | −76 905 |  |
| Budgets annexes (j)                                | Budgets annexes (j)                                | Budgets annexes (j)                                                                               | Budgets annexes (j)                                                                               | Budgets annexes (j)                                                                               | 2 320    | 2 402    | 81      |  |
| Comptes spéciaux (k)                               | Comptes spéciaux (k)                               | Comptes spéciaux (k)                                                                              | Comptes spéciaux (k)                                                                              | Comptes spéciaux (k)                                                                              |          |          | 822     |  |
| Solde général (=i+j+k)                             | Solde général (=i+j+k)                             | Solde général (=i+j+k)                                                                            | Solde général (=i+j+k)                                                                            | Solde général (=i+j+k)                                                                            |          |          | −76 001 |  |